# Rhipidura rennelliana
Rhipidura rennelliana е вид птица от семейство Rhipiduridae.

## Разпространение
Видът е разпространен в Соломоновите острови.